# 黑錐海龍
黑錐海龍（学名：Phoxocampus belcheri），又名黑海龍、海龍，為輻鰭魚綱棘背魚目海龍魚科的其中一種，分布於印度西太平洋區，包括東非、南非、塞席爾群島、模里西斯、馬爾地夫、印度、日本、中國、台灣、印尼、菲律賓、可可群島、澳洲、斐濟、東加等海域，棲息深度可達25公尺，體長可達7.2公分，棲息在珊瑚礁及岩礁區海域。